# アジ化鉛(II)
アジ化鉛(II)（あじかなまり に、英: lead(II) azide）とは鉛のアジ化物で、爆薬として使用される。現在では DDNP への移行が進みあまり使用されなくなっているが、DDNP に比べて熱に強いため耐熱雷管などには現在でも起爆薬として使用されている。実際に雷管に使用する場合には着火性を良くする為にトリシネートやテトラセンを混合する。
近年では鉛による環境汚染の問題から忌避されるようになり、使用されなくなりつつある。

## 製法
アジ化ナトリウムの希水溶液に酢酸鉛(II)の希水溶液を徐々に加えると、針状晶として沈殿する。
単斜晶系のα型と斜方晶系のβ型があるが、起爆薬として用いられるのはα型アジ化鉛(II)のみである。これはβ型アジ化鉛(II)は物理的刺激に対して極端に敏感であり、取り扱いが危険であることによる。そのため、アジ化鉛(II)の製造・保存に際してはβ型アジ化鉛(II)を発生させないよう特に注意を払う必要がある。

## 性質
- 水またはアルコールに対しては不溶である、そのため貯蔵する時は水中または水とアルコールの混合液の中に保存する。ただし、長期間保存すると結晶が成長して爆発しやすくなり危険であるため長期間の保存は避けなければならない。
- 銅と反応し極めて鋭敏で危険なアジ化銅(II)を生成する。そのためアジ化鉛に接触する機器は銅や真鍮の使用が忌避され、主にアルミニウムが用いられる。
- 着火すると直ちに確実に爆轟を起す。